# Episodi di Holby City (ventesima stagione)
La ventesima stagione della serie televisiva Holby City è stata trasmessa in anteprima nel Regno Unito da BBC One tra il 2 gennaio 2018 e il 27 dicembre 2018.
| nº | Titolo originale                               | Titolo italiano | Prima TV UK       | Prima TV Italia |
| -- | ---------------------------------------------- | --------------- | ----------------- | --------------- |
| 1  | The Prisoner                                   |                 | 2 gennaio 2018    |                 |
| 2  | Ready or Not                                   |                 | 9 gennaio 2018    |                 |
| 3  | There by the Grace of...                       |                 | 16 gennaio 2018   |                 |
| 4  | Hanssen is as Hanssen Does                     |                 | 23 gennaio 2018   |                 |
| 5  | One Day at a Time                              |                 | 30 gennaio 2018   |                 |
| 6  | Not Your Home Now                              |                 | 7 febbraio 2018   |                 |
| 7  | Precipice                                      |                 | 13 febbraio 2018  |                 |
| 8  | Hard Day's Night                               |                 | 20 febbraio 2018  |                 |
| 9  | Ache                                           |                 | 28 febbraio 2018  |                 |
| 10 | Square One                                     |                 | 6 marzo 2018      |                 |
| 11 | The L Word                                     |                 | 13 marzo 2018     |                 |
| 12 | No Matter Where You Go, There You Are (Part 1) |                 | 20 marzo 2018     |                 |
| 13 | No Matter Where You Go, There You Are (Part 2) |                 | 27 marzo 2018     |                 |
| 14 | Tete a Tate                                    |                 | 3 aprile 2018     |                 |
| 15 | Tate Gallery                                   |                 | 10 aprile 2018    |                 |
| 16 | New Ain't All It's Cracked Up to Be            |                 | 17 aprile 2018    |                 |
| 17 | The Way We Were                                |                 | 24 aprile 2018    |                 |
| 18 | Headstrong                                     |                 | 1º maggio 2018    |                 |
| 19 | Bubble Wrap                                    |                 | 8 maggio 2018     |                 |
| 20 | Blind Spot                                     |                 | 15 maggio 2018    |                 |
| 21 | Belonging                                      |                 | 22 maggio 2018    |                 |
| 22 | Only a Word                                    |                 | 29 maggio 2018    |                 |
| 23 | None but the Brave                             |                 | 5 giugno 2018     |                 |
| 24 | Primum Non Nocere (Part 1)                     |                 | 12 giugno 2018    |                 |
| 25 | Primum Non Nocere (Part 2)                     |                 | 20 giugno 2018    |                 |
| 26 | Fallen Idol                                    |                 | 27 giugno 2018    |                 |
| 27 | The Anniversary Waltz                          |                 | 4 luglio 2018     |                 |
| 28 | Into the Light                                 |                 | 11 luglio 2018    |                 |
| 29 | The Friend Zone                                |                 | 17 luglio 2018    |                 |
| 30 | Two for Joy                                    |                 | 24 luglio 2018    |                 |
| 31 | Child in Your Shadow                           |                 | 31 luglio 2018    |                 |
| 32 | Bygones                                        |                 | 8 agosto 2018     |                 |
| 33 | Bargaining                                     |                 | 14 agosto 2018    |                 |
| 34 | All Business                                   |                 | 21 agosto 2018    |                 |
| 35 | Man Down                                       |                 | 28 agosto 2018    |                 |
| 36 | Keep Your Friends Close                        |                 | 4 settembre 2018  |                 |
| 37 | All Lies Lead to the Truth                     |                 | 11 settembre 2018 |                 |
| 38 | One Man and His God                            |                 | 18 settembre 2018 |                 |
| 39 | Undoing                                        |                 | 25 settembre 2018 |                 |
| 40 | Inscrutable                                    |                 | 2 ottobre 2018    |                 |
| 41 | The Three Musketeers                           |                 | 9 ottobre 2018    |                 |
| 42 | Stains                                         |                 | 16 ottobre 2018   |                 |
| 43 | Too Good to be True                            |                 | 23 ottobre 2018   |                 |
| 44 | The Family You Choose                          |                 | 30 ottobre 2018   |                 |
| 45 | Report to the Mirror (Part 1)                  |                 | 6 novembre 2018   |                 |
| 46 | Report to the Mirror (Part 2)                  |                 | 13 novembre 2018  |                 |
| 47 | One of Us                                      |                 | 20 novembre 2018  |                 |
| 48 | Hold My Hand                                   |                 | 27 novembre 2018  |                 |
| 49 | Love Is                                        |                 | 4 dicembre 2018   |                 |
| 50 | The Right Sort of Animal                       |                 | 11 dicembre 2018  |                 |
| 51 | Family Ties                                    |                 | 18 dicembre 2018  |                 |
| 52 | Best Christmas Ever                            |                 | 27 dicembre 2018  |                 |